# Stazione di Cesano Maderno (2011)
La stazione di Cesano Maderno è una stazione ferroviaria posta all'incrocio delle linee Milano-Asso e Saronno-Seregno, a servizio dell'omonimo comune.
È gestita da Ferrovienord.

## Storia

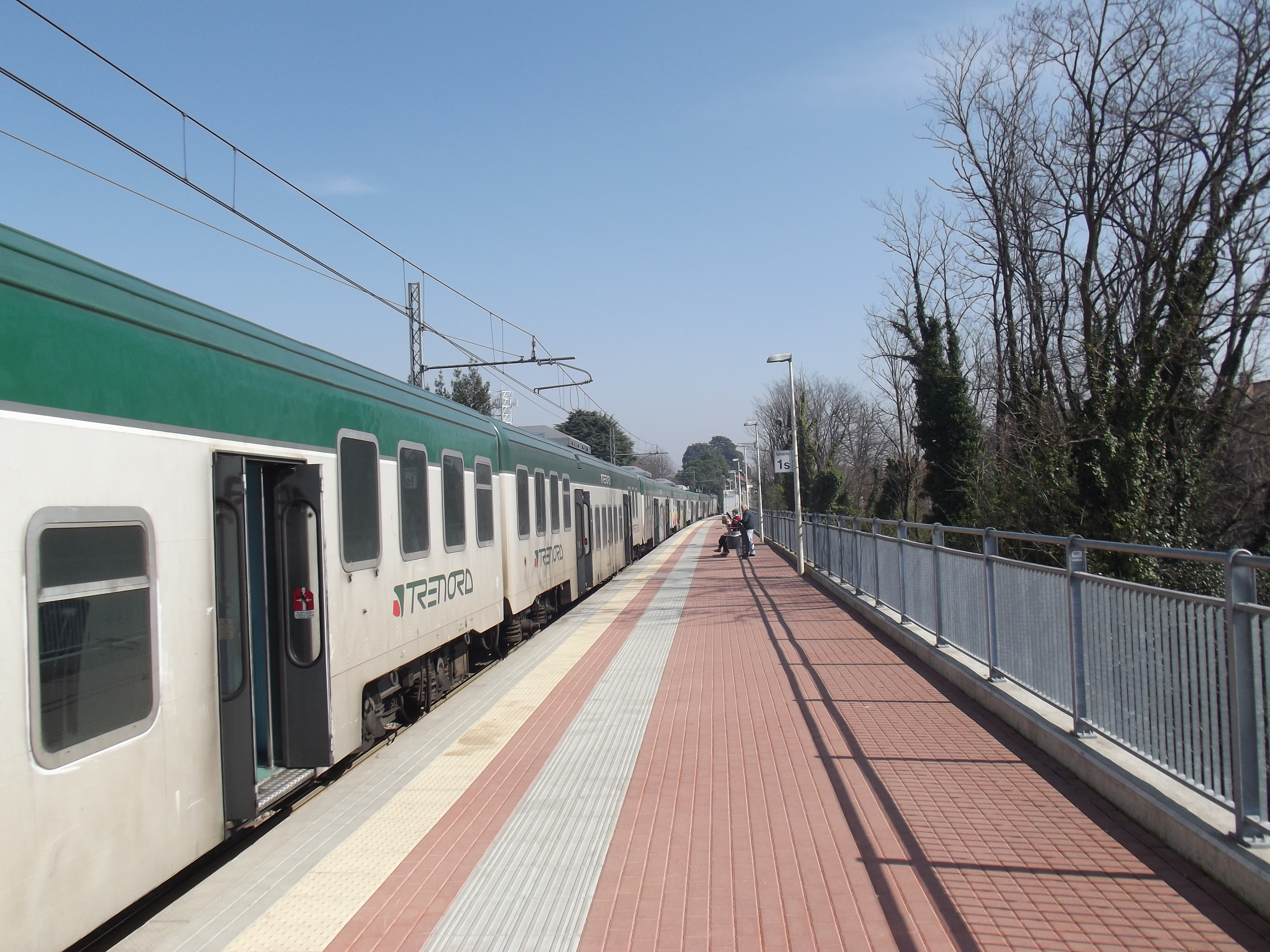
La banchina della nuova stazione di Cesano Maderno destinata alla linea Saronno-Seregno

La stazione fu aperta all'esercizio il 12 giugno 2011 per garantire l'interscambio fra i treni della Milano-Asso con la linea S9 del servizio ferroviario suburbano di Milano nella tratta di linea Saronno-Seregno, interrotta nello stesso periodo per i lavori di ripristino del servizio viaggiatori.
L'impianto è stato posto a circa quattrocento metri a settentrione rispetto a quello originario, il quale fu attivato all'epoca dell'apertura della linea Milano-Asso nel 1879.
La banchina sopraelevata fu aperta all'esercizio il 9 dicembre 2012, in occasione della riapertura della ricostruita Saronno-Seregno e del conseguente prolungamento della S9 sulla nuova ferrovia, sostituendo definitivamente la Stazione di Cesano Maderno NS posta originariamente a servizio della linea Saronno-Seregno.

## Strutture ed impianti
La stazione è dotata di due piazzali: quello sulla Milano-Asso, composto da due binari, e quello sulla Novara-Seregno, formato da un unico binario sopraelevato che si trova in corrispondenza del ponte che sovrappassa la Milano-Asso.
3 binari di passante e 2 binari tronchi/morti

## Movimento
L'impianto è servito dai treni RegioExpress per Erba e dai regionali Milano Cadorna-Asso e da quelli delle linee S2 Mariano/Seveso-Milano Rogoredo-(Lodi),S4 Camnago-Milano Cadorna ed S9 Saronno-Milano-Albairate del servizio ferroviario suburbano di Milano.E a partire dal 2026 dalla linea S12 Melegnano-Milano-Cormano-Camnago. dal 2030 dalla linea S16 Milano Rogoredo-Cesano Maderno-Merone e dal 2035 dalla linea S25  Malpensa T2-Saronno-Cesano Maderno-Seregno-Milano-Bergamo e una linea RegioExpress Milano Cadorna-Lugano
Si sta pensando in futuro di realizzare un terzo binario tra le stazioni di: Cormano e Seveso per realizzare altre linee per Milano.
Linee: RE, R16, S2, S4, S9, S12, S16, S17